# Moraz and Bruford Live in Tokyo
Moraz and Bruford Live in Tokyo is een livealbum van de gelegenheidscombinatie tussen Patrick Moraz en Bill Bruford.
Beiden hebben in de muziekgroep Yes gespeeld zonder daarin met elkaar te musiceren. Bruford was al weg toen Moraz voor het album Relayer werd ingeschakeld. Begin jaren 80 kwamen beiden als bij toeval bijeen en namen twee muziekalbums op voor EG Records, dat daarna na jaren failliet ging. EG had de rechten echter zo geregeld dat musici er niet aan konden komen. Pas in 2004 verschenen de albums opnieuw en het oeuvre van beide mannen werd aangevuld met dit livealbum. Yes mag dan een rockband zijn geweest, zowel Moraz en Bruford vonden hun basis in de jazzmuziek. Live in Tokyo is dan ook meer een jazz- dan rockalbum.
De opnamen vonden plaats op 4 juli 1985 in Tokio, het Laforet Museum. De tournee die Moraz en Bruford gaven bracht hun ook naar De Meervaart in Amsterdam. Winterfold is een sublabel binnen Voiceprint voor muziek van Bruford.

## Musici
- Moraz - toetsinstrumenten en een klein beetje percussie
- Bruford - slagwerk, percussie en soms percussie via toetsinstrumenten.

## Composities
1. Blue Brains
2. Hazy
3. Eastern Sundays
4. Cachaca
5. Galatea
6. The Drum also Waltzes
7. Flags
8. Children's Concerto
9. Jungles of the World
10. Temples of Joy